# SIGMA. Symmetry, Integrability and Geometry: Methods and Applications
SIGMA. Symmetry, Integrability and Geometry: Methods and Applications ist eine 2005 gegründete, von der Ukrainischen Akademie der Wissenschaften herausgegebene und in englischer Sprache erscheinende mathematische Fachzeitschrift, die als arXiv overlay journal ausschließlich in elektronischer Form erscheint. Sie widmet sich unter anderem geometrischen Methoden der mathematischen Physik. Neben der jährlichen Ausgabe erscheinen mehrmals im Jahr „Special Issues“ mit Veröffentlichungen zu einem gemeinsamen Thema.